# 市野川
市野川（いちのかわ）は、埼玉県を流れる一級河川。
荒川水系の支流で、流路延長は38.1 km。

## 地理

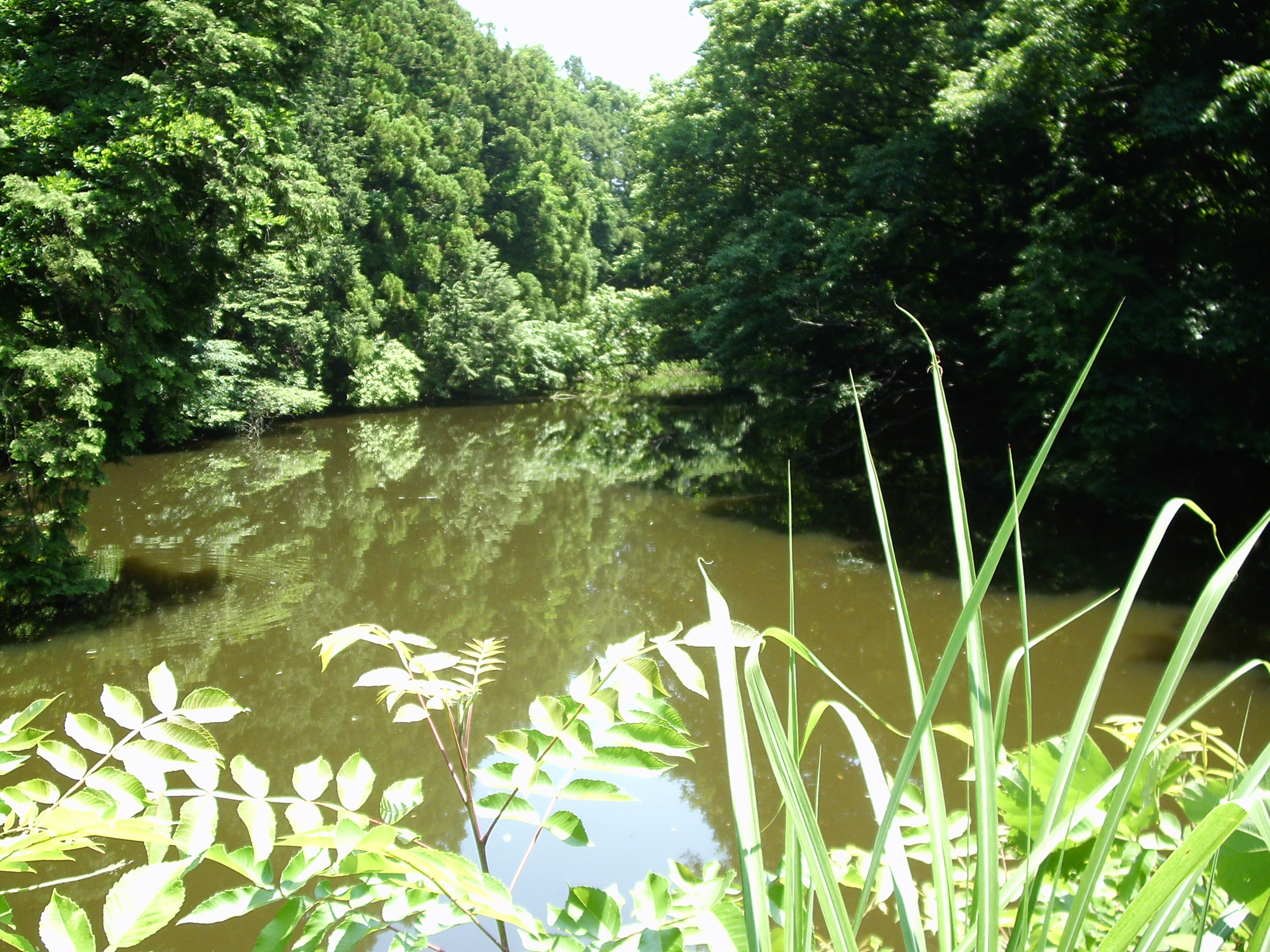
市野川の源流となる広見沼

埼玉県大里郡寄居町大字牟礼字下金井の丘陵地帯北斜面の溜池に源を発する。 源流周辺はゴルフ場が立地している。流路を北から徐々に南東に向きを変え、田園地帯の中いくつもの小河川や沢を合流し次第に流量を増す。また、左岸の丘陵地帯沿いに関越自動車道が並行する。
嵐山町役場付近で流路を東向きに転じ、東武東上線の北側を平行して流れる。関越自動車道を交差する付近から丘陵の縁沿いを流れ、流路の蛇行が激しくなる。また滑川が、市野川の北側を並行して流れる。国道407号を交差する付近から両岸を高い堤防で囲まれるようになる。
滑川が左岸に合流し、比企丘陵を抜けた辺りから流路を南から次第に東に向きを変える。市野川大橋が架かる富貴ゴルフ場付近では川幅は600メートルと最大になる。この付近の河川敷は遊水池としても機能している。かつての荒川の旧堤防であったさくら堤公園付近で流路を南東に向きを変え、比企郡川島町三保谷宿と北本市石戸宿の境界付近で荒川右岸に合流する。

## 歴史
荒川と市野川の合流点から荒川と入間川の合流点（現在の三ツ又沼ビオトープ付近）にかけての荒川は、かつては市野川の本流として流れていた。1629年に伊奈忠次により荒川の瀬替え（荒川の西遷）が行われ、和田吉野川および市野川を経由して入間川の本流に接続され、現在の荒川に近い流路となった。元々の流路は元荒川として残った（利根川東遷事業も参照）。
これによって市野川の下流域周辺では水害が増え、吉見領囲堤や川島領囲堤といった大囲堤の堤防（輪中堤）や水塚等が作られた。現在でもさくら堤公園の土手や、市野川大橋より西の川島こども動物自然公園自転車道線の築堤として遺構が残る。

## 流域自治体
- 大里郡寄居町
- 比企郡小川町
- 比企郡嵐山町
- 比企郡滑川町
- 東松山市
- 比企郡吉見町
- 比企郡川島町
- 北本市

## 河川施設
市野川の上流域には、灌漑用の小規模な堰（ラバーダム）が随所に設けられている。
- 関口堰（嵐山町杉山）
- 諏訪堰（吉見町北吉見）現在は上流に新しい堰を建設し旧堰撤去された。
- 梅ノ木古凍貯水池（川島町正直）
- 神明堰

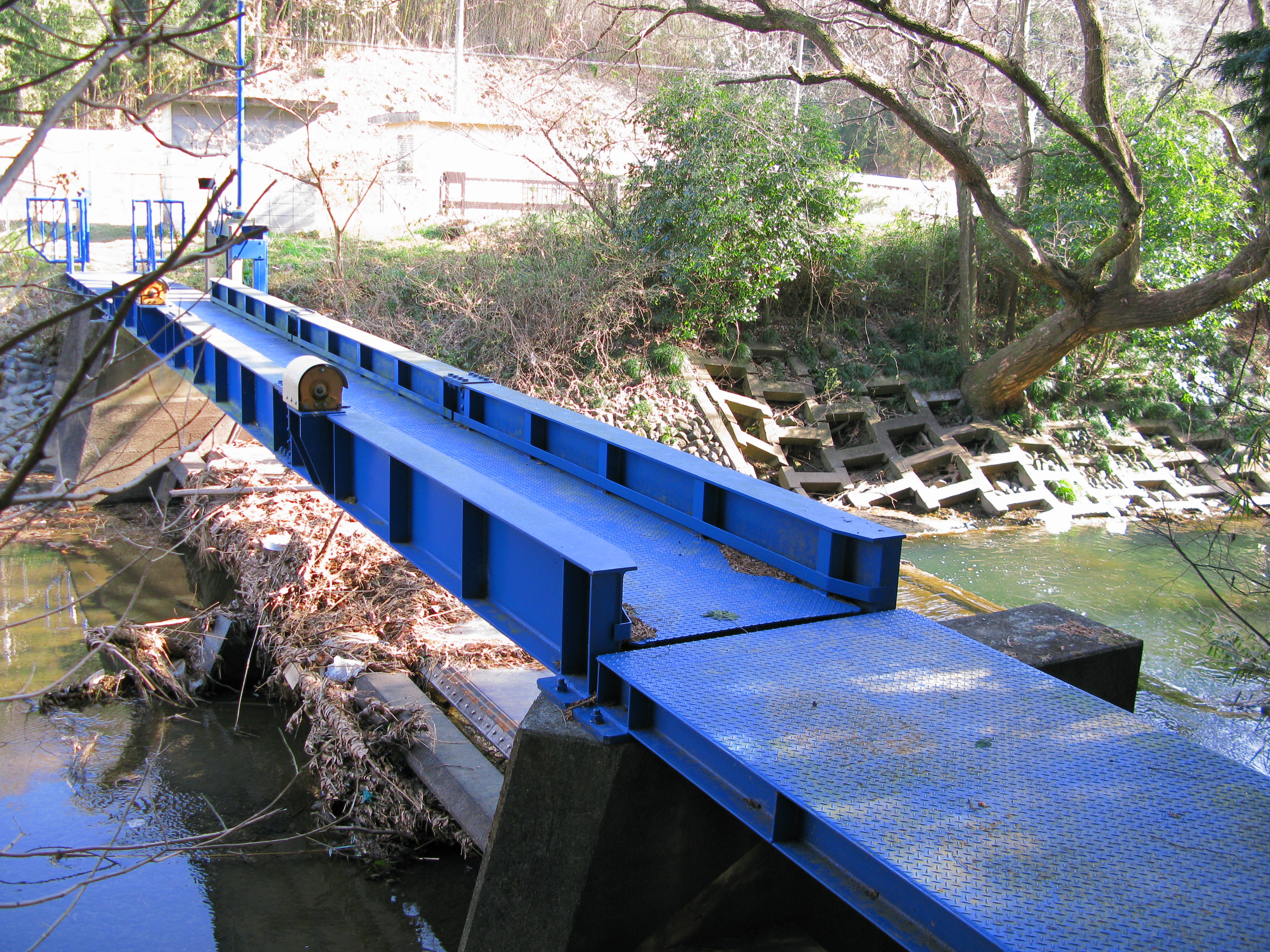
関口堰
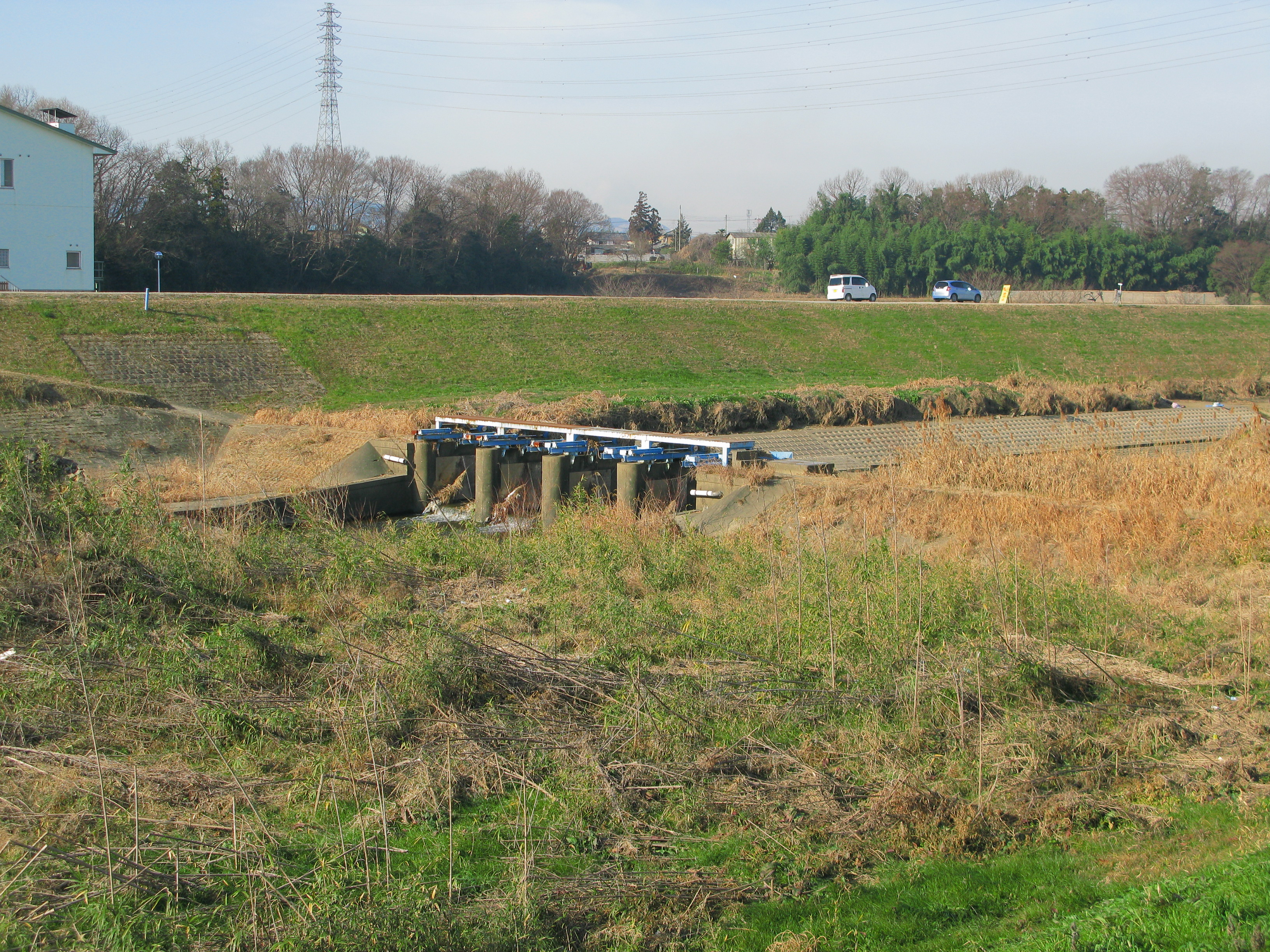
旧諏訪堰(撤去済)
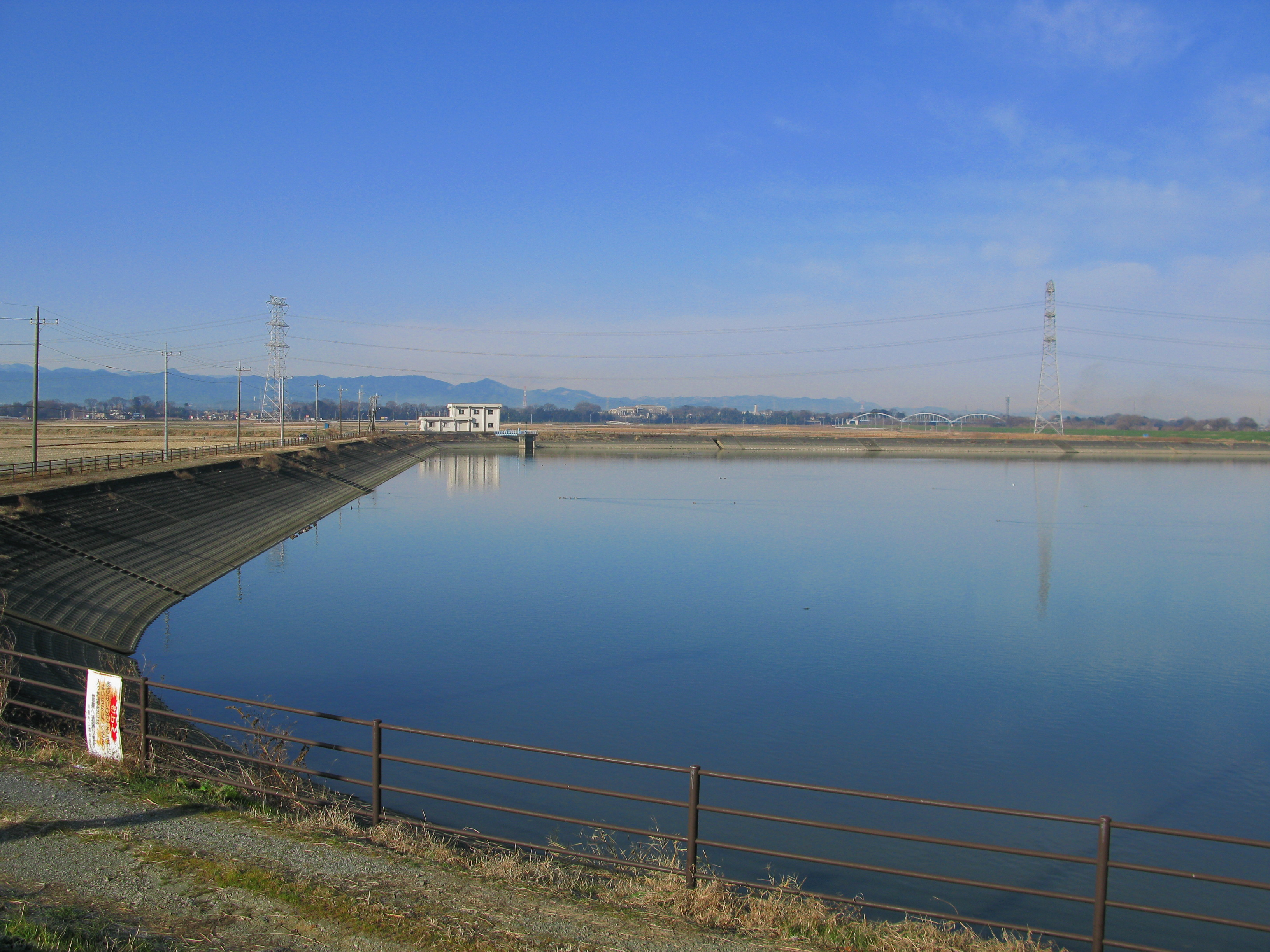
梅ノ木古凍貯水池

## 流域の施設・名所

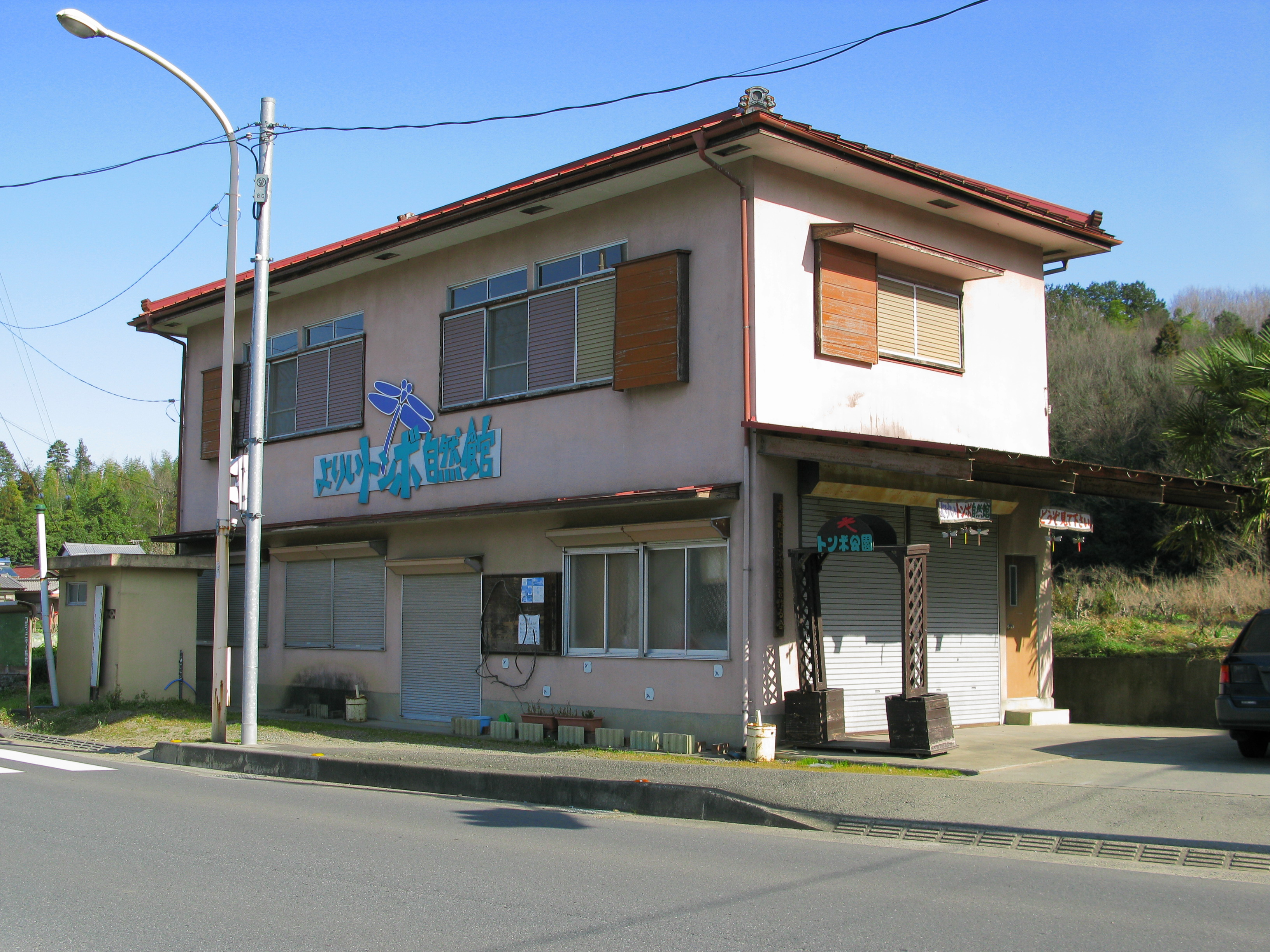
トンボ自然館
- 嵐山小川インターチェンジ
- 嵐山町役所
- 森林公園駅
- 東松山市ウォーキングトレイル
- 東松山マイタウン
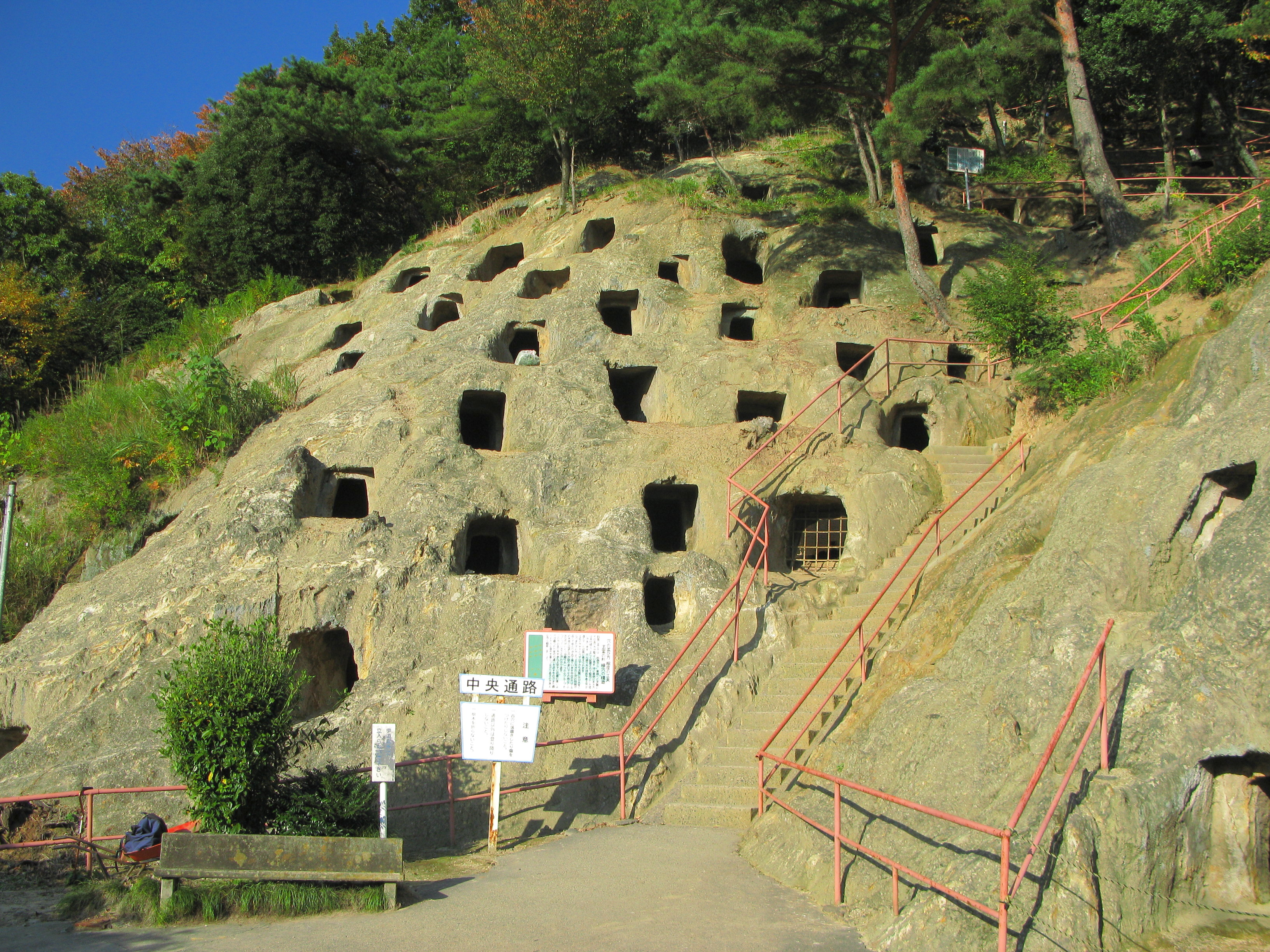
吉見百穴
- 松山城跡
- 巌窟ホテル - 閉鎖
- 武蔵丘短期大学
- 富貴ゴルフ場
- サイクリングロード
- さくら堤公園
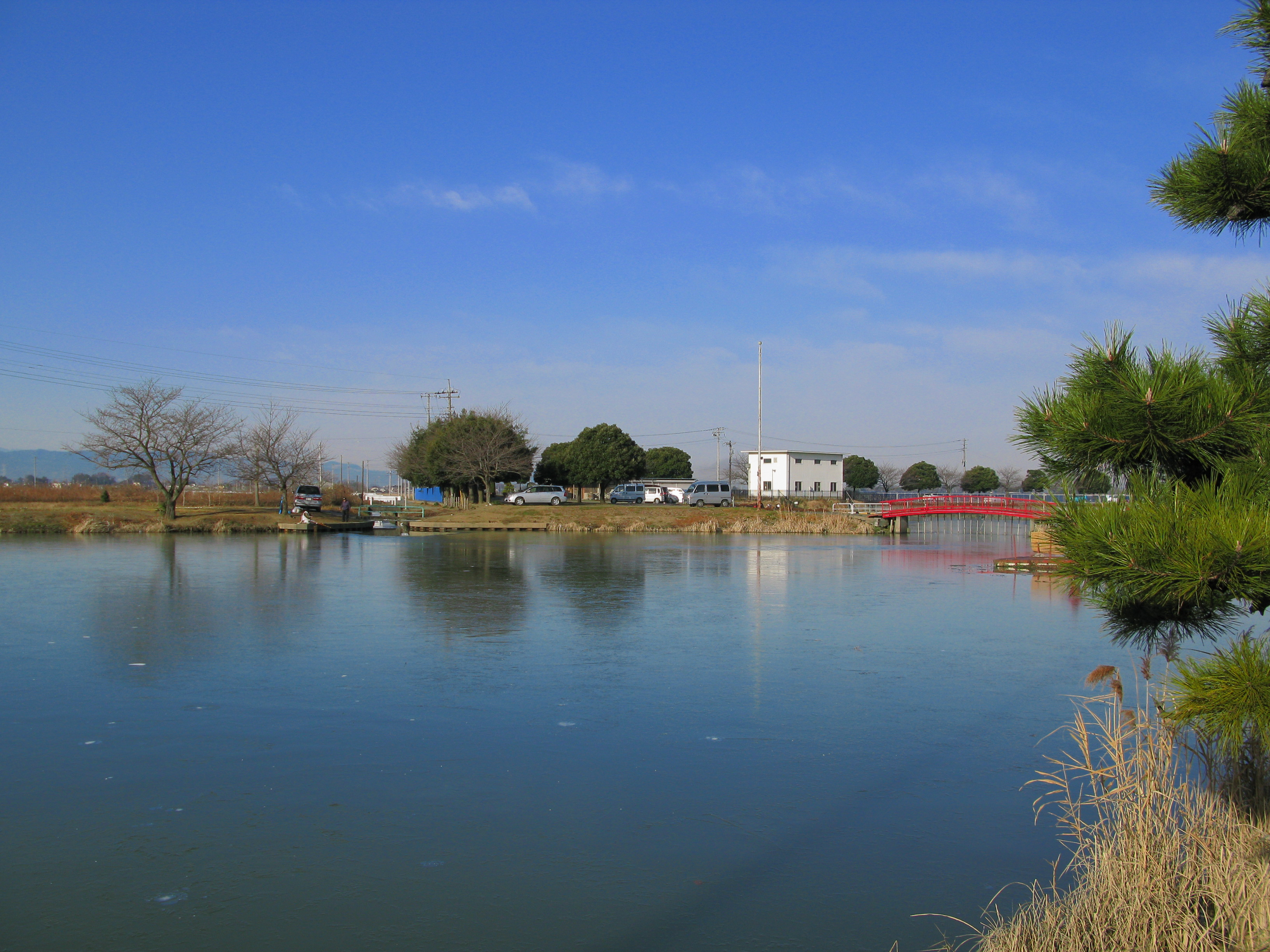
鳥羽井沼自然公園

- トンボ自然館
- 吉見百穴
- 鳥羽井沼

## 支流
- 後谷津川
- 新川
- 中爪川
- 粕川
- 滑川
- 横見川（準用河川）
- 新江川（準用河川）
- 文覚川（普通河川）

## 橋梁
上流から
- 大栗橋
- 御倉橋（埼玉県道274号赤浜小川線）
- 砂田橋
- 牟礼橋 - 管理起点
- 金山橋
- 下金山橋
- 冨士橋
- 宮下橋
- 稲荷橋
- 上の前橋
- 高橋
- 金塚橋（埼玉県道296号菅谷寄居線）
- 南殿橋
- 森下橋
- 亀塚橋
- 田成橋
- 新田前橋
- 市野川橋（埼玉県道11号熊谷小川秩父線）
- 下横田橋
- 横田橋

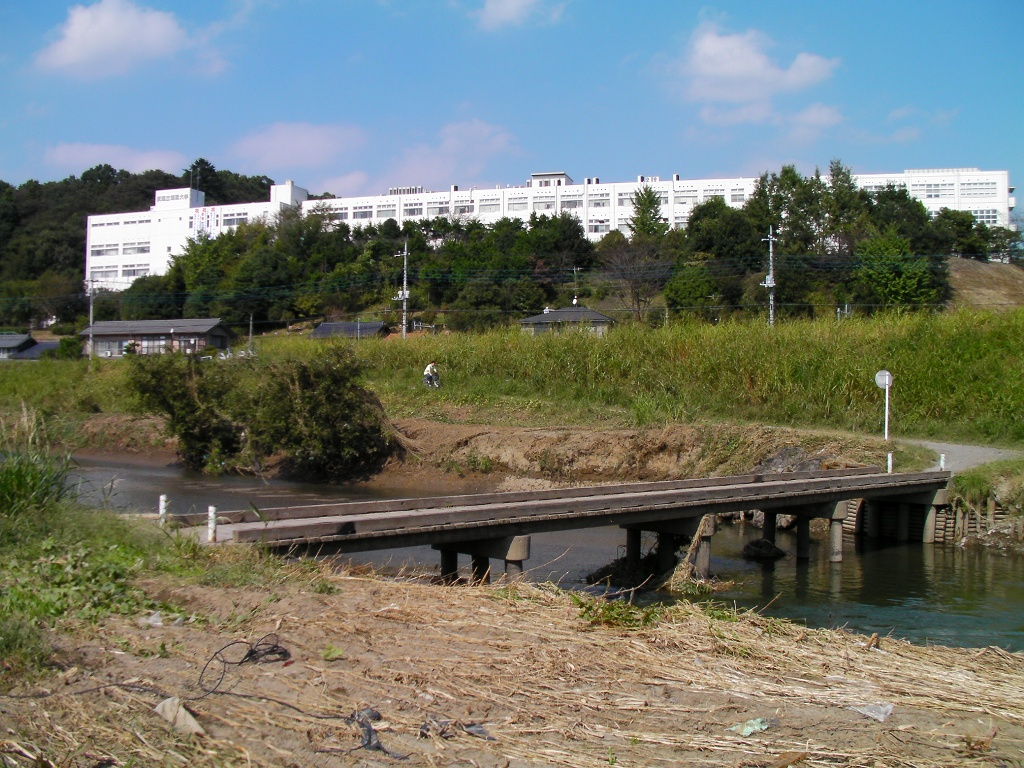
流川橋（現在は撤去）

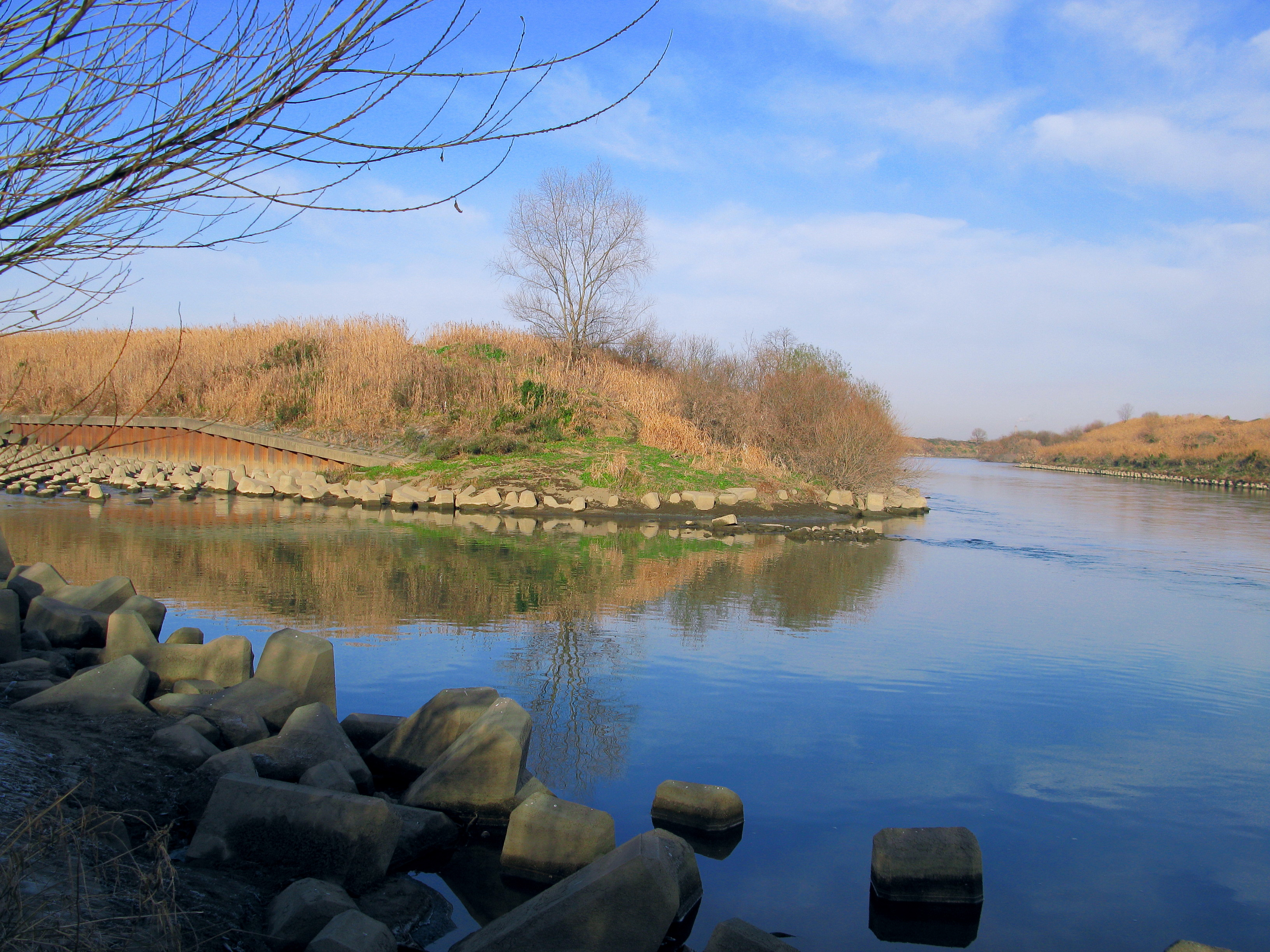
荒川と市野川の合流点

- 関口橋（埼玉県道11号熊谷小川秩父線バイパス）
- 六万橋
- 杉山橋
- 相生橋
- 新市野川橋
- 川袋橋
- 精進橋（埼玉県道69号深谷嵐山線）
- 矢崎橋
- 関越自動車道
- 上市野川橋（埼玉県道173号ときがわ熊谷線）
- 学校橋
- 羽平橋
- 高橋
- 両家橋
- 市野川橋（埼玉県道47号深谷東松山線）
- 熊谷東松山道路（埼玉県道47号深谷東松山線バイパス）
- 羽下橋
- 境橋
- 弁天橋
- 市の川橋（埼玉県道391号大谷材木町線）
- 市松橋
- 簗瀬橋（埼玉県道66号行田東松山線）
- 一本松橋
- 天神橋（国道407号）
- 天神橋水管橋（水管橋）
- 市野川橋（埼玉県道27号東松山鴻巣線）
- 新市野川橋（埼玉県道27号東松山鴻巣線バイパス）
- 流川橋（冠水橋）（現在は撤去）
- 慈雲寺橋（埼玉県道345号小八林久保田下青鳥線）
- 市野川水管橋（水管橋）
- 江綱橋（冠水橋）
- 愛宕橋（冠水橋）
- 市野川大橋（大里比企広域農道）
- 徒歩橋（埼玉県道76号鴻巣川島線）
- 松永橋（冠水橋）
- 谷中橋（冠水橋）
- 鳥羽井橋（冠水橋）
- 大福寺橋（冠水橋）
- 大塚橋（冠水橋）